# سالاندی

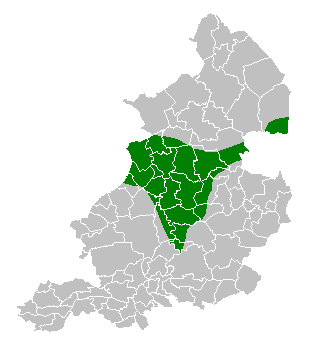
گستره زبان سالاندی

سالاندی به مجموعه‌ای از گویش‌های موجود در منطقه سالاند در غرب استان افریسل کشور هلند گفته می‌شود. این گویش‌ها از دسته هلندی ساکسون پایین هستند.